# Serendib International Cup
La Serendib International Cup est une compétition annuelle de rugby à XV organisée par la Fédération du Sri Lanka de rugby (SLRFU), avec le soutien de l'International Rugby Board, qui se dispute entre des nations émergentes de trois continents : l'équipe de Madagascar, l'équipe de Pologne et l'équipe du Sri Lanka.

## Règlement
Trois équipes participent au tournoi en 2013 qui se déroule au Colombo Racecourse Stadium à Colombo du 26 octobre au 1er novembre 2013. La compétition a donc lieu sous la forme d'un tournoi. L'équipe de Madagascar remporte cette édition grâce à ses deux victoires sur la Pologne et le Sri Lanka.

## Équipes participantes
- Madagascar
- Pologne
- Sri Lanka

## Palmarès
| Saison | Vainqueur  | Score       | Finaliste |
| ------ | ---------- | ----------- | --------- |
| 2013   | Madagascar | Round-robin | Sri Lanka |
| 2014   | -          | -           | -         |

## Bilan
| Équipe     | Titre(s) | Premier(s) - Dernier(s) |
| ---------- | -------- | ----------------------- |
| Madagascar | 1        | 2013                    |